# Sarcoptilus nullispiculatus
Sarcoptilus nullispiculatus is een Pennatulaceasoort uit de familie van de Pennatulidae. De wetenschappelijke naam van de soort is voor het eerst geldig gepubliceerd in 1995 door Williams.